# Anthodioctes gualanensis
Anthodioctes gualanensis är en biart som först beskrevs av Cockerell 1912.  Anthodioctes gualanensis ingår i släktet Anthodioctes och familjen buksamlarbin. Inga underarter finns listade i Catalogue of Life.